# 米伦巴赫
米伦巴赫是德国莱茵兰-普法尔茨州的一个市镇。总面积8.02平方公里，总人口458人，其中男性235人，女性223人（2011年12月31日），人口密度57人/平方公里。